# ARP 2600
De ARP 2600 is een analoge monofone semi-modulaire synthesizer van ARP Instruments. Het instrument is ontworpen door Dennis Colin. De productie liep van 1971 tot 1981, waarbij in totaal circa 3000 exemplaren zijn geproduceerd.

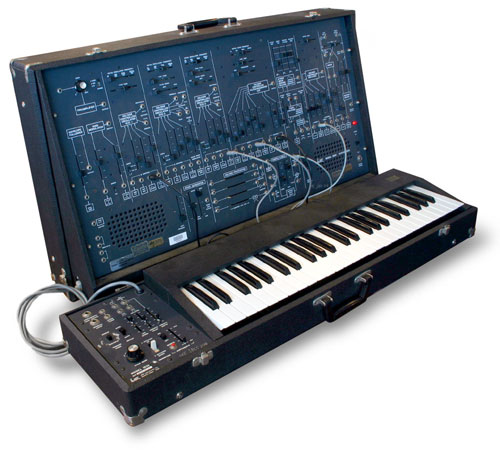
De ARP 2600 "Blue Marvin".

## Beschrijving
De 2600 is een draagbare versie van de ARP 2500 die zich onderscheidt door de mogelijkheid enkele modulaire onderdelen met elkaar te verbinden. De klankgenerator bestaat uit drie VCO's en een zelfoscillerende VCF.
De eerste modellen bevatten een imitatie van de door Moog ontwikkelde 4-pole VCF, dat later bijna tot een rechtszaak leidde. Latere modellen kregen een oranje met zwart uiterlijk om beter in lijn met ARPs andere synthesizers te passen.
In 2004 verscheen een softwaresynthesizer van de ARP 2600, genaamd "TimewARP 2600" die door Way Out Ware werd ontwikkeld. Ook het Franse Arturia kwam een jaar later met een softwareversie, de "2600V".

## Versies
Gedurende de tien jaar in productie zijn er diverse versies verschenen.
Model 2600Dit model werd begin 1971 geproduceerd en heeft de bijnaam "Blue Marvin". Het model heeft een felblauwe kleur in een behuizing van hout en aluminium. Er zijn slechts 25 exemplaren van gebouwd.
Model 2600CKwam uit midden 1971, en het uiterlijk werd veranderd naar een grijskleur, dat het de bijnaam "Gray Meanie" bezorgde. Hiervan zijn 35 exemplaren gebouwd.
Model 2600PVan deze uitvoering zijn vier revisies uitgebracht. Wijzigingen zijn met name in het gebruik van andere geluidschips.
Model 2601Dit model werd geproduceerd vanaf 1975 en kwam ook met meerdere revisies. De grootste wijzigingen zijn het gebruik van een nieuwe 4072-filter en een zwart/oranje uiterlijk.

## Populair gebruik
Enkele bekende muzikanten die gebruik maakten van de 2600 zijn Brian Eno, Klaus Schulze, Herbie Hancock, Joe Zawinul, Depeche Mode, Stevie Wonder, Mike Oldfield, Vince Clarke, Kool & The Gang, Jean-Michel Jarre en vele anderen. Het veelvuldig gebruik van het instrument bezorgde het een cultstatus.

## Trivia
Een deel van de stem van de R2-D2-robot in de Star Wars-films is gemaakt met een ARP 2600.